# Aleksiej Gordiejew
Aleksiej Wasiliewicz Gordiejew (ros. Алексей Васильевич Гордеев, ur. 28 lutego 1955 we Frankfurcie nad Odrą) – rosyjski inżynier, ekonomista, działacz państwowy i polityczny; wicepremier od 2018 roku; członek władz partii Jedna Rosja; od sierpnia 1999 do lutego 2009 pełnił funkcję ministra rolnictwa Rosji. Od 12 marca 2009 gubernator obwodu woroneskiego.

## Wykształcenie
W latach 1973–1978 studiował w Moskiewskim Instytucie Inżynierów Transportu Kolejowego. W 1992 ukończył Akademię Gospodarki Narodowej przy Rządzie Federacji Rosyjskiej. Posiada stopień kandydata (odpowiednik stopnia doktora) nauk ekonomicznych. Jest członkiem Rosyjskiej Akademii Nauk Rolnych.

## Życiorys
Urodził się w rodzinie zawodowego wojskowego, służącego w oddziałach Armii Radzieckiej w NRD. Po trzech latach wyjechał do rodziny w Rosji, na wieś Uriadino w rejonie kasimowskim obwodu riazańskiego.
Po ukończeniu studiów przez kolejne dwa lata służył w Armii Radzieckiej jako oficer wojsk kolejowych w Kraju Chabarowskim. W latach 1980–1981 był kierownikiem robót w przedsiębiorstwie remontowo-budowlanym w Moskwie
W 1981 rozpoczął pracę w Głównym Zarządzie Zaopatrzenia Materiałowo-Technicznego w Ministerstwie Produkcji Owocowo-Warzywnej RFSRR, gdzie pełnił kolejno funkcje: głównego mechanika, naczelnika wydziału (od 1983) i zastępcy naczelnika Zarządu (od 1985). W 1986 pracował jako zastępca naczelnika Zarządu Produkcji i Dystrybucji Opakowań w Głównym Zarządzie Zaopatrzenia Materiałowo-Technicznego Państwowego Komitetu Przemysłu Rolnego (Gosagropromu) RFSRR, a następnie objął funkcję wicedyrektora generalnego ds. zaopatrzenia w Kombinacie Rolnoprzemysłowym „Moskwa” w obwodzie moskiewskim. W 1989 został prezesem przedsiębiorstwa „Agropromserwis” w Kombinacie „Moskwa”. W latach 1991–1992 był dyrektorem generalnym „Agropromserwisu”.
Od 1992 przez pięć lat kierował zarządem rolnictwa w rejonie lubereckim obwodu moskiewskiego, pełniąc jednocześnie funkcję zastępcy szefa administracji rejonu. W 1997 rozpoczął pracę w Ministerstwie Rolnictwa Federacji Rosyjskiej. Początkowo kierował Departamentem Ekonomiki, a w latach 1998-1999 był pierwszym zastępcą ministra. 19 sierpnia 1999 został mianowany na stanowisko ministra rolnictwa w nowo powstałym rządzie Władimira Putina. 20 maja 2000, zachowując kierownictwo resortu rolnictwa, objął stanowisko wicepremiera w rządzie Michaiła Kasjanowa i zajmował je do dymisji gabinetu 24 lutego 2004. Do czasu powołania nowego rządu był pełniącym obowiązki ministra.
Od 9 marca do 7 maja 2004 był ministrem rolnictwa w rządzie Michaiła Fradkowa. W kolejnym gabinecie, także pod przewodnictwem Michaiła Fradkowa zachował stanowisko szefa resortu rolnictwa. Jego nominacja została podpisana 20 maja 2004.
W przeszłości Gordiejew związany był z Agrarną Partią Rosji. W 2002 stanął na czele organizacji społecznej „Rosyjski Ruch Agrarny”. Obecnie zasiada w Biurze Wyższej Rady partii Jedna Rosja.